# Ayumi Hamasaki
Ayumi Hamasaki (浜崎あゆみ, Hamasaki Ayumi, Fukuoka, 2 de outubro de 1978) é uma cantora, compositora, produtora musical, modelo, atriz, porta-voz e empresária japonesa. Também chamada de Ayu por seus fãs, Hamasaki escreveu todas as letras de suas canções, chegando também a produzir e compor seu próprio material.
Nascida e criada em Fukuoka, Hamasaki mudou-se para Tóquio em 1993, aos quatorze anos, para iniciar sua carreira no ramo do entretenimento. Em 1998, sob a tutela de Max Matsuura, CEO da Avex Trax, Ayumi Hamasaki lançou seu single de estreia, "Poker Face", e, um ano depois, seu álbum de estreia, A Song for XX. O álbum estreou em primeiro lugar nas paradas musicais da Oricon, permanecendo lá por cinco semanas, vendendo mais de um milhão de cópias. Os dez álbuns de estúdio seguintes lançados por Hamasaki venderam mais de um milhão de cópias no Japão, com o terceiro, Duty, vendendo quase três milhões de unidades. A Best, seu primeiro álbum de grandes êxitos, é seu álbum mais vendido, com mais de quatro milhões de unidades distribuídas somente no Japão. Desde 2006, após o lançamento do álbum Secret, as vendas de álbuns e singles de Hamasaki passaram a diminuir.
Ayumi Hamasaki já vendeu mais de 50 milhões de discos, tornando-se a artista solo japonesa com o maior número de vendas. Hamasaki possui também diversos recordes na esfera musical japonesa, tais como o maior número de singles em primeiro lugar na Oricon (38), maior número de singles consecutivos em primeiro lugar na Oricon (25) e o maior número de álbuns e singles com mais de um milhão de cópias vendidas. Entre os anos de 1999 e 2010, Hamasaki teve, pelo menos, dois de seus singles no topo das paradas. Também é a primeira artista feminina a ter dez álbuns de estúdio no topo da Oricon desde sua estreia, e a primeira artista a ter um álbum em primeiro lugar na Oricon, durante 13 anos consecutivos, desde sua estreia. Seu segundo álbum de remixes, Super Eurobeat Presents Ayu-ro Mix, é reconhecido como um dos álbuns de remixes mais vendidos de todos os tempos, e continua sendo seu único álbum a ser reconhecido mundialmente.
Durante o auge de sua carreira, Hamasaki foi apelidada de a "Imperatriz do J-pop" devido a sua popularidade no Japão e em toda a Ásia. Após uma infecção no ouvido, adquirida no ano de 2000, agravada pela constante exposição ao som alto, Ayumi Hamasaki sofreu piora e perda auditiva, sendo completamente surda do ouvido esquerdo.

## Biografia e carreira

### Infância e primeiros trabalhos
Nascida na Prefeitura de Fukuoka, Hamasaki foi criada como filha única por sua mãe e sua avó. Seu pai deixou sua família quando ela tinha três anos de idade, nunca mais entrando em contato com Hamasaki. Sua mãe era quem mantinha a família financeiramente e, por isso, Ayumi foi educada, principalmente, por sua avó. Hamasaki descreveu-se como uma "tomboy" quando adolescente, e como uma "criança estranha", que "gostava de ficar sozinha".
Aos sete anos, Hamasaki começou a modelar para instituições locais, como bancos, a fim de complementar a renda da família. Ela continuou na carreira de modelo, mudando-se sozinha para Tóquio aos 14 anos, agora como modelo da agência de talentos SOS. Sua carreira de modelo não durou muito, sua agência acabou por considerá-la muito baixa para uma modelo, e a transferiu para a Sun Music, uma agência de músicos. Utilizando somente o nome "Ayumi", Hamasaki lançou um mini-álbum de hip-hop intitulado Nothing from Nothing, através da editora discográfica Nippon Columbia, em 1995. Contudo, o álbum não obteve sucesso e não conseguiu alcançar uma posição no gráfico da Oricon, causando a demissão de Hamasaki da gravadora. Após o fracasso como artista musical, Hamasaki passou a atuar em filmes de baixo orçamento, como Ladys Ladys!! Scho Saigo no Hi e Nagisa no Sindbad, e em dramas de televisão, como Miseinen, que foi mal recebido pelo público. De agosto de 1995 a março de 1996, Hamasaki participou da revista "Hokago no Ōsama" do SoundLink para o Nintendo Satellaview, junto com Shigeru Izumiya. Insatisfeita com sua carreira de atriz, Hamasaki desistiu da mesma e foi morar com sua mãe, que havia se mudado recentemente para Tóquio.
Hamasaki era, inicialmente, uma boa aluna, obtendo boas notas durante a ensino médio. Entretanto, ela perdeu a fé nos estudos, pois acreditava que as matérias escolares não teriam utilidade em sua vida. Suas notas pioraram quando ela se recusou a se concentrar em seus estudos. Enquanto morava em Tóquio, Hamasaki tentou continuar seus estudos no Horikoshi Gakuen, um colégio privado de ensino médio, porém desistiu no primeiro ano. Como Hamasaki não havia terminado seus estudos e nem possuía um emprego, a mesma passava a maior parte do tempo fazendo compras nas boutiques de Shibuya e dançando na Velfarre, uma discoteca da propriedade da Avex.
Foi no mesmo local que Hamasaki foi apresentada ao seu futuro produtor, Max Matsura, por um amigo. Depois de ouvi-la cantando karaoke, Max propôs a mesma gravar um disco em parceria com ele, porém ela não aceitou pois suspeitara de más intenções do mesmo.  Max insistiu tanto que Ayumi aceitou a proposta. Ela começou fazendo aulas de canto, mas faltava a maioria das aulas por acha-las irritantes e seus instrutores, muito rígidos. Ao saber disso, Matsura a enviou para Nova Iorque onde fez aulas com outro método de ensino. Durante sua estadia fora do Japão, ela se correspondia com seu produtor todos os dias, impressionando-o com seu estilo, o que fez-o sugerir que ela mesma escrevesse suas músicas. A viagem ofereceu, além disso, um amadurecimento para Hamasaki como pessoa devido ao convívio com novas ideias e comportamentos dos nova-iorquinos. Assim, Ayumi voltou ao Japão mais madura tanto como pessoa quanto profissional.

Capa do 1° álbum 1999.

### 1998-1999: Crescendo no cenário musical
O primeiro álbum de Ayumi pela Avex, "A Song For XX" (1999), foi "modesto": seus singles não foram "grandes sucessos", e as faixas do álbum - compostas por Yasuhiko Hoshino, Akio Togashi (do Da Pump) e Mitsuru Igarashi (do Every Little Thing) tinham um estilo pop-rock um tanto fraco. Em contraponto a isso, as letras de Ayumi atríram o público do Japão pois tratavam de seus sentimentos e suas experiências, focadas na solidão e na introspecção. Suas músicas foram ganhando mais espaço no cenário musical e o lançamento do álbum foi um sucesso. Alcançou o topo das paradas da Oricon por cinco semanas e foram vendidas mais de 1 milhão de cópias. Ayumi ganhou o "Japan Gold Disc Award" - premiação equivalente ao Grammy nos EUA e ao Grammy Latino na América Latina - de "Artista Revelação do Ano".
Com o Ayu-mi-x (Março de 1999), o primeiro de muitos álbuns remixes, Hamasaki foi além do pop-rock de "A Song For XX" e começou a incorporar estilos de música diferentes tais como trance, dance, e orquestra. Compostos por Yasuhiko Hoshino and Dai Nagao (do Do As Infinity), seus novos singles foram lançados no final do mesmo ano, entre eles seu primeiro a alcançar o topo das paradas: "Love: Destiny" e seu primeiro single a vender 1 milhão de cópias ("Boys & Girls"). Seu segundo álbum, "Loveppears" (Novembro de 1999), não só alcançou o topo das paradas da Oricon, como vendeu mais de 3 milhões de cópias. Além disso, no álbum "Loveppears" demonstrou uma mudança nas letras de Ayumi, como perspectivas tanto a partir de primeira pessoa, como de terceira. Pela primeira vez, Ayumi Hamasaki fez sua primeiro turnê, Ayumi Hamasaki Concert Tour 2000 A.

### 2000–2002: A Imperatriz do J-Pop

Capa do álbum RAINBOW, 2002..

De Abril a Junho de 2000, Ayumi lançou a "Trilogia", a série de singles: "Vogue", "Far Away", e "Seasons". As letras destacavam sua timidez frente a mídia e uma desesperança, reflexo do desapontamento de Ayumi por nenhuma de suas letras anteriores expressarem seus sentimentos. Além disso, muitas das músicas que ela escreveu para seu próximo álbum "Duty", lançado em Setembro de 2000, demonstravam sentimentos como solidão, caos, confusão e o "peso" de suas responsabilidades. Seu estilo se tornou mais obscuro também, contrastando com "Loveppears", as faixas de "Duty" tinham um estilo influenciado pelo rock e apenas uma pela dance, a faixa "Audience". Duty atraiu muito mais fãs para Ayumi: superou as vendas de "Loveppears" se tornando seu álbum com maior número de cópias vendidas, a "Trilogia" chegou ao topo da Oricon, "Seasons" vendeu mais de 1 milhão de copias, e no final do ano de 2000, Hamasaki realizou seu primeiro show de contagem regressiva para o ano novo, o tradicional "Ayumi Hamasaki COUNTDOWN LIVE" no Estádio Nacional Yoyogi.
Em 2001, a Avex lançou o primeiro álbum-coletânea de Ayumi contra sua vontade, "A Best" no dia 28 de Março, para competir com o segundo álbum de Utada, "Distance". As duas cantoras disseram que a "competição" apenas uma criação feitas pelas suas respectivas gravadoras como uma estratégia de vendas, entretanto foi o que levou ao sucesso os dois álbuns lançados por ambas. Cada um vendeu mais de 5 milhões de cópias. "Distance" estreou no topo de vendas, enquanto "A Best" ficou em segundo lugar (posição invertida na segunda semana de vendas, quando a coletânea atingiu o primeiro lugar). Com faixas dos álbuns Duty e A Best, Hamasaki fez uma turnê pelo Japão se tornando um dos únicos cantores japoneses a fazer uma turnê no Estádio de Tóquio.
Em meio ao atentado de 11 de Setembro às torres do World Trade Center nos E.U.A., Ayumi fez a capa de seu quinto álbum, "I Am...", lançado em Janeiro de 2002, representando a paz. Em Novembro de 2002 lançou o single "Connected" e "A Song Is Born", em Dezembro de 2001.  Hamasaki conseguiu compor todas as músicas (com um conteúdo diferente dos anteriores) de seu novo álbum sobre o pseudônimo "CREA", o que demonstra um maior controle dela sobre seu trabalho. Inspirados no ataque de 11 de Setembro, Ayumi focou-se, principalmente, em temas como fé e paz. "A Song Is Born", em particular, foi baseado apenas no trágico. Um  single, em dueto com a cantora Keiko Yamada, foi lançado como um projeto sem fins lucrativos pela Avex chamado "Song+Nation", levantando fundos para caridade. Em relação a capa ela comentou:
"No começo, eu tive um ideia totalmente diferente para a capa. Nós já tínhamos reservado o espaço, nos decidido quanto a maquiagem e o penteado. Mas depois do incidente, como sempre acontece comigo, eu mudei de ideia. Eu sabia que não era hora para fazer algo espalhafatoso, elaborar um cenário e fantasias. Pareceu-me estranho, mas eu me dei conta que o que eu digo e o meu visual tem um grande impacto."
Em 2002, Hamasaki realizou seu primeiro concerto fora do Japão, no "MTV Asia Music Awards" em Singapura. Na cerimônia, ela recebeu o prêmio de "Artista Japonesa mais Influente na Ásia". Para o álbum "I am...", Hamasaki fez dois turnês, "Ayumi Hamasaki Arena Tour 2002 A" e "Ayumi Hamasaki Stadium Tour 2002 A". Em Novembro de 2002, como "Ayu", ela lançou seu primeiro single europeu, "Connected", sob o estilo trance, composto pelo DJ Ferry Corsten. Na Alemanha foi lançado pela gravadora Drizzly além de remixes dos seus singles anteriores até 2004.
Depois de se apresentar no "MTV Asia Music Awards, Hamasaki teve a sensação de que escrevendo suas letras apenas em japonês, ela não levaria sua "mensagem" aos outros países e percebeu que o inglês era uma "língua global". Assim, "Rainbow", lançado em Dezembro de 2002, foi seu primeiro álbum a apresentar uma música sua em inglês. Embora não tenha composto tanto quanto em "I Am..." (ela compôs apenas 9 das 15 faixas), ela esteve bastante envolvida na produção do álbum. Este teve estilos diversos: Ayumi incluiu rock, "summery", "up-tempo", "grand gothic" e novas técnicas como coro gospel e gritos de plateia. O temas de suas letras também eram variados: liberdade, direitos femininos e "um verão que acaba em tristeza". "H", o segundo single de seu álbum, foi o mais vendido de 2002. Além disso, Ayumi estrelou um curta-metragem, "Tsuki ni Shizumu", criado para ser o clipe do seu 28º single: "Voyage".

### 2003-2006: Declínio nas vendas
Em 2003, foram lançados três singles, "&", "Forgiveness", e "No Way to Say" que ficaram no topo das paradas da Oricon. Entretanto, a venda de seus singles, desde então, passou a diminuir e "&" foi o último a vender mais de 500 mil cópias. Para celebrar o aniversário de seu 30º single (Forgiveness), Ayumi fez uma apresentação, "A Museum", no Ginásio Nacional Yoyogi. Seu interesse crescente na direção de seus vídeos fez com que o mini-álbum, Memorial Address de Dezembro de 2003, ser seu quinto a ser lançado no formato CD+DVD. Como os seus discos anteriores, Memorial Address foi ao topo das paradas da Oricon e vendeu mais de 1 milhão de cópias.
No final do Arena Tour 2003–2004, Hamasaki começou a se sentir insatisfeita com sua posição na Avex: sentia-se tratada como um produto em vez de uma pessoa e que seus dois últimos álbuns tinham sido apressados. Esta insatisfação levou-a trabalhar em seu 6º álbum: My Story, de Dezembro de 2004. Em contraste com seus trabalhos anteriores, My Story, além de marcar sua maior participação na composição das músicas, não pussuía um tema fixo, nem tentava "instigar as pessoas a terem esperança"; diferentemente, ela escreveu com mais liberdade e honestidade. Como resultado, o álbum possuía um conteúdo mais autobiográfico, tratava mais de suas emoções. Contente, Ayumi declarou que My Story foi o álbum com o qual mais se sentiu satisfeita. O novo álbum vendeu mais de 1 milhão de cópias e seus respectivos singles, "Moments", "Inspire", e "Carols", foram ao topo das paradas da Oricon. De Janeiro a Abril de 2005, Ayu se apresentou em seu tradicional Arena Tour, para promover My Story.
Em Julho de 2004, um desentendimento entre Max Matsuura e Yoda, ambos integrantes da Avex, gerou um caos na empresa e boatos de que artistas populares como Ayumi Hamasaki, Hiro, Every Little Thing, hitomi e Do As Infinity poderiam sair da gravadora, acompanhando Matsuura em um novo projeto. Isso causou uma queda nos preços dos produtos da Avex. As notícias de que Hamasaki se aliara a Max, ao dizer que "seja lá o que ele faça, vou seguir com ele", levaram Yoda a se demitir e o caos na companhia terminou. Entretanto, por isso, Ayumi anunciou que não participaria em eventos de premiações musicais. Segundo ela, a mesma estaria recebendo sempre os mesmos prêmios ao longo de sua carreira, e recusando o direito de concorrer a esses prêmios, daria oportunidade para novos artistas.
Seu 7º álbum, (Miss)understood, de Janeiro de 2006, mostrou seu novo estilo musical. Objetivando cantar músicas de grupos como Sweetbox, Ayumi pediu ao compositor do respectivo grupo, Roberto "Geo" Rosan, para usar projetos musicais que ele tinha feito para o novo álbum do Sweetbox. Ele reeditou os sons para se encaixar melhor ao estilo de Ayumi, fez arranjos novos para algumas músicas e reescreveu as letras. O resultado foi um álbum mais diversificado que o anterior. (Miss)understood possuía estilos como funk, dance, R&B e rock. Na versão CD+DVD estavam inclusos sete PV's e sete Making of's. Todos os singles do álbum alcançaram o topo da Oricon, embora fosse o primeiro álbum da artista a não vender mais de 1 milhão de cópias. Para promover o álbum, Ayu fez outro Arena Tour que durou 3 meses com 30 concertos ao todo. "Jewel" foi usada em campanha para a Panasonic, bem como a canção rock "1 LOVE".
Em Novembro de 2006, foi lançado seu novo álbum: "Secret". Este continha letras feitas com o intuito de encorajar as mulheres a explorar o amor, tristeza e uma imagem feminina mais forte. Embora o projeto inicial fosse para um miniálbum, Hamasaki achava que "tinha muito a dizer", enquanto produzia o álbum, que escreveu mais cinco canções. O álbum tinha um conteúdo com influências do rock e "ballad". O singles "Startin'" e "Blue Bird", foram ao topo da Oricon e "Startin'", seu 26º single, levou-a ao recorde de artista feminina solo com o maior número de singles a alcançar o topo das paradas japonesas.  "Blue Bird" foi usada para promover a bebida Zespri Gold Kiwi na TV), Beautiful Fighters, nos comerciais de TV de D-snap e D-dock, da Panasonic e uma nova versão de Ladies Night, chamada Ladies Night ~Another Night~, pela Panasonic, desta vez em um comercial da LUMIX. Suas vendas, porém, continuaram a cair. De acordo com a Oricon, "Secret falhou em vender mais de 1 milhão de cópias.
O seu 39º single, "Startin'/Born To Be..." foi lançado no dia 8 de março. O single alcançou o topo do ranking da Oricon, com vendas de 116 mil cópias. A canção "Startin" foi usada como tema de abertura para o jogo de Playstation 2, Onimusha: Dawn of Dreams, enquanto a canção "Rainy Day", lançada anteriormente no álbum "(Miss)understood", foi usada como tema de encerramento para o mesmo jogo. "Born To Be…" foi usada na cobertura dos Jogos Olímpicos de Inverno de 2006 pela emissora japonesa Nihon TV 日本テレビ.

### 2007-2009: Influência muito além do Japão

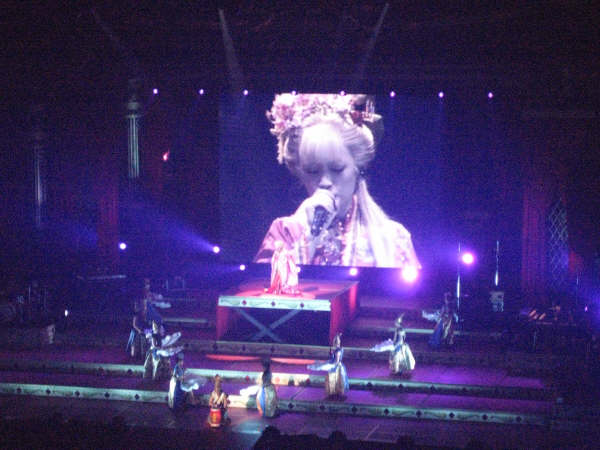
Tour of Secret, em Xangai - China, 22 de abril de 2007.

Em 28 de Fevereiro de 2007, Ayumi lançou "A Best 2", um par de compliações contendo músicas desde "I Am..." a "(Miss)understood". As duas versões, "White" (branco) - contendo músicas mais felizes e falando de amor - e "Black" (preto) - contendo músicas mais melancólicas e revoltadas, além de uma música inédita intitulada "part of me…" -, estreanram nas primeira e segunda posições das paradas semanais da Oricon, tornando Ayumi a primeira artista feminina em 36 anos a ter dois de seus álbuns nas primeiras posições. No final de 2007, o par de compliações se tornaram o 15º ("White") e o 7º ("Black") álbuns mais vendidos.
Para promover "A Best 2" e "Secret", Hamasaki realizou o "Tour of Secret", de Março a Junho. Este foi sua primeira turn~e internacional. Houve apresentações em Taipei, Xangai, Hong Kong, além do Japão, sendo que no primeiro e no terceiro, os ingressos esgotaram em menos de 3 horas.
Diferentemente dos anteriores, as letras de seu 9º álbum, Guilty, de Janeiro de 2008, não foi uma experiência emocional para ela, nem possuía um tema único. Mesmo assim, mais tarde, ela comentou que as faixas do álbum contavam uma história. A maioria delas tinham um tom de um rock mais obscuro, poucas tinham o gênero "dance" ou "balada". Guilty chegou a alcançar a 2ª posição nas paradas semanais da Oricon, sendo o seu primeiro a não chegar ao topo das mesmas. Entretanto, seus singles digitais "Together When...", "Glitter/Fated" e "Talkin' 2 Myself" alcançaram o topo das paradas da Oricon. Agora, em 9 anos, Ayumi tinha pelo menos um single por ano em 1º lugar nas paradas japonesas a cada ano, empatada com Akina Nakamori. Um curta-metragem, "Distance Love", foi utilizado como vídeo clipe de "Glitter" e "Fated". Filmado em Hong Kong, estrelando o ator Honconguês Shawn Yue como uma paixão de Ayumi. "Glitter" foi usado novamente como tema do comercial do "Zespri Gold Kiwi". Já "Fated" foi o tema do filme Kaidan, do mesmo diretor de The Ring. "Guilty", mais tarde, foi lançado como álbum digital em outros 26 países, sendo nove deles ocidentais. Além disso, Hamasaki decidiu contratar DJs ocidentais como Armand van Helden para seus álbuns remixes: "Ayu-mi-x 6: Gold" e "Ayu-mi-x 6: Silver, tidos como seu primeiro passo no mercado musical global.
Em Abril de 2008, para comemorar o seu 10º aniversário no cenário musical da Avex, Ayumi lançou o single "Mirrorcle World" que topou as paradas semanais da Oricon. Mais um recorde para Hamasaki, a partir de agora ela seria a única artista feminina solo a ter pelo menos um single no topo das paradas por 10 anos consecutivos.. Hamasaki também realizou sua segunda turnê pela Ásia, o "Asia Tour 2008: 10th Anniversary", para celebrar seu 10º anivversário. De Abril a Junho ela fez 17 conecertos pelo Japão. Taiwan, Hong Kong, e Xangai foram, novamente, os países  onde foram realizados os shows estrangeiros de sua turnê. Em Setembro de 2008, Ayumi lançou a compliação "A Complete: All Singles", incluindo todos os seus singles além de um álbum de fotos inéditas dos seu concertos do "A-Nation".
No final de Junho, a Panasonic anunciou que Ayumi seria a protagonista do novo comercial de sua linha de câmeras digitais, a Lumix. Como de costume nos comerciais é usada uma música nova de Ayumi como trilha sonora, o anúncio causou grande expectativa nos fãs.
Ainda em 2008 confirmando os rumores que já vinham rolando pela mídia japonesa há algum tempo, Ayumi confirmou que está completamente surda do ouvido esquerdo devido ao grande número de shows e exposição ao altíssimo som. A cantora disse em seu blog pessoal que não irá abandonar seus fãs e que se for preciso, cantará até o limite do ouvido direito.
Seu 44º single, "Days/Green", foi lançado em 17 de dezembro. Como "Mirrorcle World", o single foi lançado em duas versões diferentes: "Days/Green" (contendo uma versão nova de "Love: Destiny") e ""Green/Days" ( contendo a versão nova de "To Be"). Ayumi, recentemente, foi convidada para gravar a Música tema do filme live-action da série japonesa Dragon Ball, de Akira Toriyama: Dragonball - O Filme. Ela declarou ser uma fã da série e disse: "Eu espero que ambos os novos e antigos fãs de Dragon Ball, através do mundo, aproveitem o filme. Além disso Ayumi gravou outro single chamado "Sparkle" para o comercial do novo carro da Honda: Honda Zest Sparkle. Ambas as músicas foram lançadas no single "Rule/Sparkle", nas lojas em 25 de fevereiro de 2009. O single alcançou o topo das paradas da Oricon, cobrindo o seu recorde anterior. Em 12 de agosto de 2009 Ayumi lançou seu quadragésimo sexto single Sunrise/Sunset ～LOVE is ALL～ que chegou ao 1º lugar das paradas da oricon fazendo de Ayumi a primeira atristar a ter 44 singles no Top 10 na história da Oricon. Em 29 de dezembro de 2009 lançou seu 47º single You Were.../BALLAD que estava marcado para ser lançado em 16 de dezembro de 2009 mas a Avex Trax adiou o lançamento do single em duas semanas, o single estreou em 1º lugar na Oricon, fazendo dela a primeira artista solo e artista feminina a ter 22 singles consecutivos a estreia em 1º na Oricon e 45 singles no Top 10 da oricon.

### 2010: 50º single, Casamento e Novos trabalhos

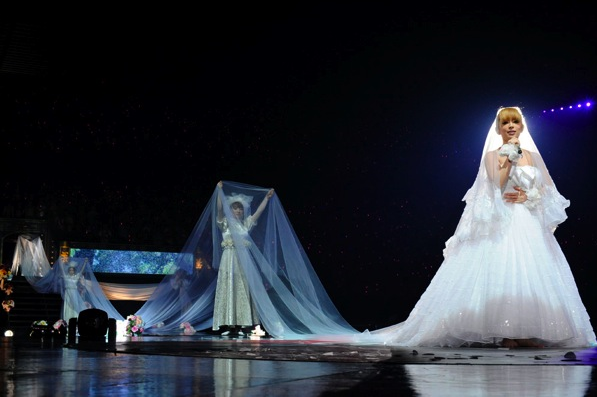
Ayumi cantando Virgin Road durante a turnê Rock'n'Roll Circus Tour Final: 7 Days Special.

Em 14 de abril de 2010 foi lançado seu 11º álbum Rock'n'Roll Circus, estreando em 1º fazendo dela a primeira artista solo feminina em vinte anos a ter dez álbuns estreando em primeiro lugar. Logo após o lançamento do álbum Ayumi saiu na sua turnê Arena Tour 2010 A: Rock'n'Roll Circus pelo Japão,  havia rumores que a turnê seria estendida até outros países da Ásia, mas isso acabou não acontecendo,  com a turnê Ayumi quebrou mais um recorde reunindo mais de 350 mil pessoas em 35 shows em 13 cidades. A  turnê ganhou uma edição especial chamada Rock'n'Roll Circus Tour Final: 7 Days Special para divulgação do seus 48º, 49º e 50º single, onde pela primeira vez Ayumi se apresentou sete dias consecutivo no mesmo local e reuniu um público de 400 mil pessoas. a Avex Trax anunciou que lançaria nos cinemas o show da edição espical da turnê em 3D sendo a segunda vez que seria exibido um show de ayumi nos cinemas japoneses.
No dia 14 de julho de 2010 foi lançado seu 48º single MOON / blossom o primeiro de uma série de 3 singles intitulada de "Projeto 50º Single", a música MOON foi lançada junto com o álbum Rock 'n' Roll Circus disponível no site de downloads Chaku-Uta para os membrosdo seu fã-clube. A divulgação do single foi feita apenas pelos shows da turnê Rock'n'Roll Circus Tour Final: 7 Days Special não tendo Ayumi se apresentado em nenhum programa de televisão para divulga-lo, segundo ela mesma fez isso porque estava querendo manter a sua saúde vocal e não teria tempo para se apresentar na TV pois estava muito envolvida com a programação da sua turnê e outros eventos com o a-nation 2010.
Em 22 de setembro de 2010, lançou seu 49º single crossroad, seguido de seu 50º single, L, lançado em um intervalo de apenas 7 dias do 49º. Todos os singles do "Projeto 50º Single" conseguiram o êxito de estrear em 1º na Oricon, fazendo dela o único artistar em 22 anos a ter 25 singles estreando consecutivamente em 1º na Oricon desde o seu single Free & Easy lançado em 2002, recorde anteriormente mantido por Seiko Matsuda com 24 singles consecutivos em 1º lugar na Oricon.
Em 22 de dezembro de 2010 Ayumi lançou seu 12º álbum de estúdio intitulado Love songs no mesmo dia que foi lançado o single de estreia do cantor Urata Naoya Dream ON que foi feito em parceria e produzido por ela, sendo a primeira vez que ayumi produziu um single para outro artista. Ayumi se casou com o ator Manuel Schwarz no dia 1 de janeiro de 2011 em Las Vegas, em uma cerimônia restrita apenas a pessoas próximas do casal. Manuel, também conhecido como 'Mannie' que participou da gravação de alguns vídeos clips de Ayumi como: 'Virgin Road', Last Angel' e 'Love Song'.
No dia 30 de março de 2011 seria lançado um série de quatro álbuns remix intitulado ayu-mi-x 7; Ayu-mi-x 7 -Version House-, Ayu-mi-x 7 -Acoustic Orchestra-, Ayu-mi-x 7 Presents Ayu Trance 4,Ayu-mi-x 7 Presents Ayu-ro Mix 4, e Ayu-mi-x 7 -Limited Complete Box Set- uma versão especial limitada  contendo os quatro álbuns e mais um CD bônus, mas devido a um terremoto que atingio o Japão no mesmo mês foram adiados sendo lançados no dia 20 de abril de 2011, onde ambos os álbuns estrearam no top 10 da Oricon, fazendo de Ayumi a primeira atristar a ter 4 álbuns no top 10 da Oricon (4º, 5º, 6º e 7º lugar). Também foram adiados os DVDs Ayumi Hamasaki Rock 'n' Roll Circus Tour Final: 7 Days Special e Ayumi Hamasaki A 50 Singles: Live Selection que foram lançados simultaneamente no mesmo dia 20 de abril, juntos com os quatro álbuns remix, ambos os DVDs estrearam no topo da parada de DVDs da Oricon (1º e 2º lugar) fazendo de Ayumi a primeira artista a ter dois DVDs nas duas primeiras posições na parada de DVDs da Oricon. Em maio foi anunciado que Ayumi quebrou mais um recorde o de artista feminina com as maiores vendas DVD com mais de 2.313.000 de cópias vendidas.
A turnê de divulgação do álbum Love songs: Arena Tour 2011 A: Hotel Love Songs também foi cancelada por causa do terremoto. Em abril foi anunciado a nova turnê para o álbum, que passaria a se chamar: Arena Tour 2011 A: Power of Music, acredita-se que a mudança no nome da turnê nome pode estar relacionada aos acontecimentos recorrentes ao terremoto no Japão e de como Ayumi pensa em ajudar seu país com suas músicas.
No fim do mês de agosto de 2011 Ayumi lançou seu segundo mini-álbum Five, o primeiro desde Memorial Address lançado em 2003.  Foi seu primeiro trabalho inédito a não haver singles lançados para sua divulgação, sendo sua divulgação feita através das músicas lançadas nas rádios e em fins comercias com a sua principal música "progress" que foi usada com música tema do jogo Tales of Xillia, apesar disso Five teve um bom desempenho nas paradas da Oricon ficando em  1º lugar na Oricon Diária, Mensal e na Oricon Semanal por duas semanas consecutivas sendo o seu primeiro álbum a conseguir esse feito desde (Miss)understood lançado em 2006. No fim do ano Ayumi lançou seu segundo single digital Happening Here que era uma regravação do single da banda TRF que foi somente usado como canção no seu show de fim de ano "Countdown Live 2011-2012 A: Hotel Love Songs".

### 2011-2015: Five, Party Queen  , Love Again , Colours e Declínio atual nas vendas
No dia 31 de agosto de 2011 , Ayu lança seu 2 EP ,Five teve sua posição garantida em 1° lugar mas não por muito tempo estimasse que suas vendagens tenham sido de 250 mil cópias algo já impactante na sua careira pois cujo declínio nas suas vendagens vem desde 2005 e chegou a esse ponto.[carece de fontes?]
Após o lançamento de five , Ayu lança seu 51°single How Beautiful You Are que vendeu 90+ mil cópias , dando assim o surgimento do seu 13° álbum Party Queen  em 21 de Março de 2012 (150+ cópias ), que apresentou vendas baixíssimas que mostraram um ritmo desagradável em relação as suas vendas e que nisso já começasse a "interferir na sua imagem".[carece de fontes?]
E em 8 de agosto de 2012 Ayu lança seu 6° álbum de compilação A Summer Best com o tema de verão (150+ cópias) que incluíram duas novas faixas You & Me (100+ mil copias) e Happening Here ( seu segundo lançamento digital ). No final de 2012 em 8 de Novembro e logo após 8 de dezembro com os lançamentos do 3° e 4° EP Love ( 94+ mil cópias ) e Again ( 54+mil cópias ).[carece de fontes?]
2013 ano especial 15 anos de carreira e logo no início do dele em janeiro sai o A Classical mais um dos seus lançamentos no ano de comemoração dos seus 15 anos as músicas desse álbum 7 ( foram escolhidas pelo Team Ayu )que vendeu 40 mil cópias e em fevereiro sai o 14 ° álbum LOVE again ( 90+ mil cópias) permanecendo em 1° na sua primeira semana. Logo após o lançamento do seu 14° sai o quinto DVD/Blu-ray Arena Tour 2012 : Hotel ~Love Songs~ e a confirmação do A BEST Live em comemoração ao 15 ° aniversario , que teve seu lançamento em Live-Álbum em 2 volumes no dia 18 de setembro. E no final de 2013 no dia 25 de dezembro Ayu lança seu 52° (51°Físico) single Feel the Love / Merry-go-round (40+ mil cópias) após 3 anos depois de "L" ( 50 ° single , 2010 )  , o single teve participação do Verbal (m-flo) e Dj Hello Kitty.[carece de fontes?]

## Discografia
| - 1999: A Song for XX - 1999: Loveppears - 2000: Duty - 2002: I am… - 2002: Rainbow - 2004: My Story - 2006: (Miss)understood - 2006: Secret - 2008: Guilty - 2009: Next Level - 2010: Rock 'n' Roll Circus - 2010: Love songs - 2012: Party Queen - 2012: Love - 2012: Again - 2013: A Classical - 2013: Love Again - 2014: Colours - 2015: A One - 2016: Made in Japan - 2018: TROUBLE (Instrumental/Acappella) - 2019: LOVEppears / appears -20th Anniversary Edition- - 2021: Cyber TRANCE presents ayu trance 2 (COMPLETE EDITION) - 2023: Remember you | - 1995: Nothing from Nothing - 2003: Memorial Address - 2011: Five - 2012: Love - 2012: Again - 2015: Sixxxxxx - 2018: Trouble - 2001: A Best - 2003: A Ballads - 2007: A Best 2: Black - 2007: A Best 2: White - 2008: A Complete: All Singles - 2012: A Summer Best - 2014: Winter Ballad Selection - 2021: A Ballads 2 |

## Concertos
| - 2000: Ayumi Hamasaki Concert Tour 2000 Vol.1 - 2000: Ayumi Hamasaki Concert Tour 2000 Vol.2 - 2001: Ayumi Hamasaki Dome Tour 2001 A - 2002: Ayumi Hamasaki Arena Tour 2002 A - 2002: Ayumi Hamasaki Stadium Tour 2002 A - 2003–2004: Ayumi Hamasaki Arena Tour 2003-2004 A - 2005: Ayumi Hamasaki Arena Tour 2005 A: My Story - 2006: Ayumi Hamasaki Arena Tour 2006 A: (Miss)understood - 2007: Ayumi Hamasaki Asia Tour 2007 A: Tour of Secret - 2008: Ayumi Hamasaki Asia Tour 2008: 10th Anniversary - 2009: Ayumi Hamasaki Arena Tour 2009 A: Next Level - 2010: Ayumi Hamasaki Arena Tour 2010 A: Rock'n'Roll Circus - 2011: Ayumi Hamasaki Arena Tour 2011 A: Power of Music - 2012: Ayumi Hamasaki Arena Tour 2012 A: Hotel Love Songs - 2013: "Ayumi Hamasaki Arena Tour 15th anniversary: A best live" - 2015" Ayumi Hamasaki Arena Tour A: Cirque de Minuit" | - 2000–2001: Ayumi Hamasaki Countdown Live 2000-2001 A - 2001–2002: Ayumi Hamasaki Countdown Live 2001-2002 A - 2002–2003: Ayumi Hamasaki Countdown Live 2002-2003 A - 2004–2005: Ayumi Hamasaki Countdown Live 2004-2005 A - 2005–2006: Ayumi Hamasaki Countdown Live 2005-2006 A - 2006–2007: Ayumi Hamasaki Countdown Live 2006-2007 A - 2007–2008: Ayumi Hamasaki Countdown Live 2007-2008 Anniversary - 2008–2009: Ayumi Hamasaki Premium Countdown Live 2008-2009 A - 2009-2010: Ayumi hamasaki Countdown Live 2009-2010 A: Future Classics - 2010-2011: Ayumi Hamasaki Countdown Live 2010-2011 A: do it again - 2011-2012: Ayumi Hamasaki Countdown Live 2011-2012 A: Hotel Love Songs - 2012-2013: "Ayumi Hamasaki Countdown Live 2012-2013 A: Wake Up" - 2013-2014: "Ayumi Hamasaki Countdown Live 2013-2014 A" - 2014-2015: "Ayumi Hamasaki Countdown Live 2014-2015 A: Cirque de Minuit" |

## Filmografia
| Filmes | Filmes                           | Filmes        | Filmes                                                      |
| Ano    | Título                           | Personagem    | Notas                                                       |
| ------ | -------------------------------- | ------------- | ----------------------------------------------------------- |
| 1993   | Twins Teacher                    |               |                                                             |
| 1993   | Art of Fighting                  | Yuri Sakazaki | Voz do personagem.                                          |
| 1995   | Sumomo mo Momo                   | Kuriko        |                                                             |
| 1995   | Miseinen                         | Hitomi Tabata |                                                             |
| 1995   | Ladys Ladys!! Soucho Saigo no Hi |               |                                                             |
| 1995   | Like Grains of Sand              | Kasane Aihara |                                                             |
| 1996   | Gakko II                         |               |                                                             |
| 2002   | Tsuki ni Shizumu                 | Minamo        | A canção Voyage é a música tema para este filme.            |
| 2007   | Distance Love                    | Ela mesma     | Curta metragem baseado em suas canções "Glitter" e "Fated". |